# École Notre Dame. Messe de la Nativité de la Vierge
École Notre Dame. Messe de la Nativité de la Vierge es un álbum de música medieval grabado en el año 1994 y publicado en 1995 por el Ensemble Organum, bajo la dirección de Marcel Pérès. Contiene obras polifónicas del Ars antiqua pertenecientes a la llamada Escuela de Notre Dame de París, de compositores como Leonín, Perotín y otros autores anónimos.

## Pistas
En las siguientes obras, donde no se indica el compositor, la obra es de autor anónimo.
1. "Beata viscera Marie Virginis" (conductus), de Perotín - 9'18
2. "Deus misertus hominis" (conductus a 4), de Perotín - 4'08
3. "Salve sancta parens" (canto llano) - 4'30
4. "Kyrie" (órganum a 2) - 5'46
5. "Benedicta et venerabilis" (Graduale), órganum a 2, de Leonín - 14'38
6. "Nativitas gloriose virginis Marie" (Alleluia), órganum a 3, de Perotín - 12'14
7. "Diffusa est gratia in labiis tuis" (Offertorium), canto llano - 2'33
8. "Prefatio" (canto llano) - 2'58
9. "Sanctorum exultatio" (Sanctus), órganum a 2 - 6'04
10. "Fons indeficiens pietatis" (Agnus Dei), órganum a 2 - 5'11
11. "Beata viscera Marie virginis" (Communio), canto llano - 2'47
12. "Benedicanus Domino" (órganum a 2), Leonín - 5'38

## Intérpretes
- Marcel Pérès (director).
- Lycourgos Angelopoulos
- Malcolm Bothwell
- Jérôme Casalonga
- Jean-Étienne Langianni
- Frédéric Richard
- Antoine Sicot

## Información adicional
- Referencia: Harmonia Mundi 901538